# Атаманский лес
Мемориальный комплекс «Атаманский лес» — расположенный на юго-западной окраине города Старый Оскол Белгородской области мемориальный комплекс, посвящённый памяти советских солдат, погибших в ходе Воронежско-Ворошиловградской и Воронежско-Касторненской операций — решающих событий в истории города Старый Оскол во время Великой Отечественной войны. Крупнейшая братская могила в Белгородской области.

## История
Летом 1942 года к юго-западу от Старого Оскола в окружение попали двенадцать дивизий 21-й и 40-й армий. Среднесуточные потери Красной Армии при попытке выхода из окружения составляли более 15 тысяч убитых. Погибшие воины долгое время оставались лежать в траншеях, бомбовых воронках и блиндажах.
В 1968 году историко-патриотическое объединение «Поиск» предложило Старооскольскому горисполкому организовать братские могилы для перезахоронения советских солдат, обнаруженных при строительстве Стойленского и Лебединского ГОКов.
В 1975 году учащиеся школ города и района под руководством клуба «Поиск» прошли Ямской и Атаманский лесные массивы, обнаружили останки 89 советских воинов, и захоронили их во вновь образованную братскую могилу у основания Атаманского леса.
К юбилейному событию 35-летия Великой Победы (8 мая 1980 года) по инициативе вдовы военврача Козлова, захороненного в одной из братских могил, при содействии Коммунистической партии и Советского правительства был открыт мемориал в честь воинов. Генеральный подрядчик строительства — ПСМО «Электрометаллургстрой». До открытия мемориала на месте захоронения стоял небольшой металлический обелиск.
К 75-летию Победы мемориальный комплекс «Атаманский лес» был обновлён и реконструирован силами компании «Металлоинвест».
Поиск старых могил продолжается. Ежегодно с почестями проходят перезахоронения останков советских воинов.

## Описание
Перед пилонами слева и справа на подиумах — мемориальные мраморные доски, на которых выбиты фамилии советских воинов, павших в боях. Длина стелы 15 метров, высота — 3,5 метра. По краям постамента длиной 48 метров и шириной 25 метров клумбы для цветов.
По краям площади мемориала установлены две 76-мм противотанковые пушки образца 1942 года (ЗИС-3). Боевые орудия — коллективный подарок строителей и металлургов ОЭМК.